# Ayaklıalan, Asarcık
Ayaklıalan là một xã thuộc huyện Asarcık, tỉnh Samsun, Thổ Nhĩ Kỳ. Dân số thời điểm năm 2010 là 364 người.